# Ipomoea trinervia
Ipomoea trinervia är en vindeväxtart som beskrevs av Schulze-menz. Ipomoea trinervia ingår i släktet praktvindor, och familjen vindeväxter. Inga underarter finns listade i Catalogue of Life.